# Pakistan na Zimowych Igrzyskach Olimpijskich 2022
Pakistan na Zimowych Igrzyskach Olimpijskich 2022 – występ kadry sportowców reprezentujących Pakistan na igrzyskach olimpijskich, które odbyły się w Pekinie, w Chińskiej Republice Ludowej, w dniach 4-20 lutego 2022 roku.
Reprezentacja Pakistanu liczyła jednego zawodnika – mężczyznę.
Był to czwarty start Pakistanu na zimowych igrzyskach olimpijskich.

## Reprezentanci

### Narciarstwo alpejskie
| Zawodnik       | Konkurencja     | 1 przejazd | 1 przejazd | 2 przejazd | 2 przejazd | Łącznie | Łącznie | Źródło |
| Zawodnik       | Konkurencja     | Czas       | Pozycja    | Czas       | Pozycja    | Czas    | Pozycja | Źródło |
| -------------- | --------------- | ---------- | ---------- | ---------- | ---------- | ------- | ------- | ------ |
| Muhammad Karim | slalom mężczyzn | DNF        | DNF        | NQ         | NQ         | DNF     | DNF     | [ 1 ]  |